# Hasselbach (Sinsheim)
Hasselbach is een dorpje in de Duitse gemeente Sinsheim, deelstaat Baden-Württemberg, en telt volgens de website van de gemeente Sinsheim 315 inwoners (ultimo 2021). Het is het kleinste stadsdeel van Sinsheim.
Het dorpje ligt in het uiterste oosten van de gemeente en grenst aan Neckarbischofsheim en Bad Rappenau.
Zoals alle dorpen in de gemeente Sinsheim wordt het in de 8e eeuw voor het eerst in een document vermeld. Hasselbach ligt in de streek Kraichgau, en heeft het historische lief, en vooral leed, van deze streek gedeeld. Zie ook de in het kader vermelde webpagina van de gemeente Sinsheim. In 1806 kwam het in het Groothertogdom Baden te liggen. Heimatvertriebene, Duitse uitwijkelingen uit o.a. Silezië, werden na de Tweede Wereldoorlog hier gehuisvest, maar trokken bij gebrek aan bestaansmogelijkheden al spoedig weer naar elders weg. Hasselbach is tot aan de jaren-1970 steeds een klein boerendorp gebleven. Met het teruglopen van de werkgelegenheid in de agrarische sector, vestigden zich in toenemende mate ook forensen met een werkkring in één der grotere steden in de omgeving te Hasselbach.

## Afbeeldingen

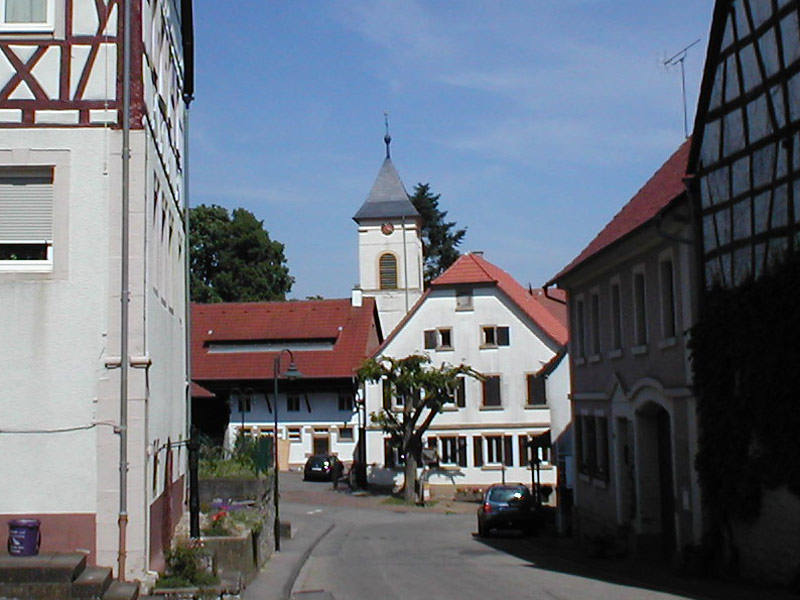
Centrum
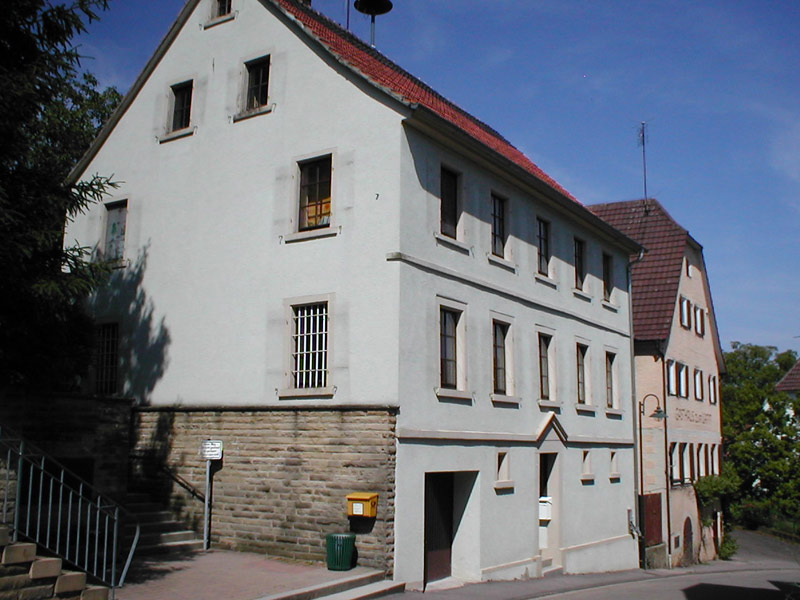
Voormalige school en gemeentehuis (1840)
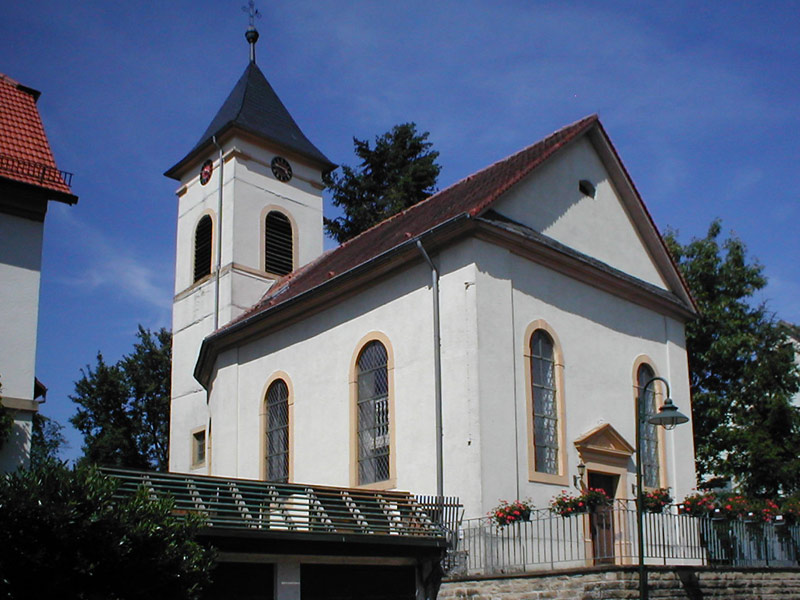
Evang.-lutherse kerk van Hasselbach (1810)
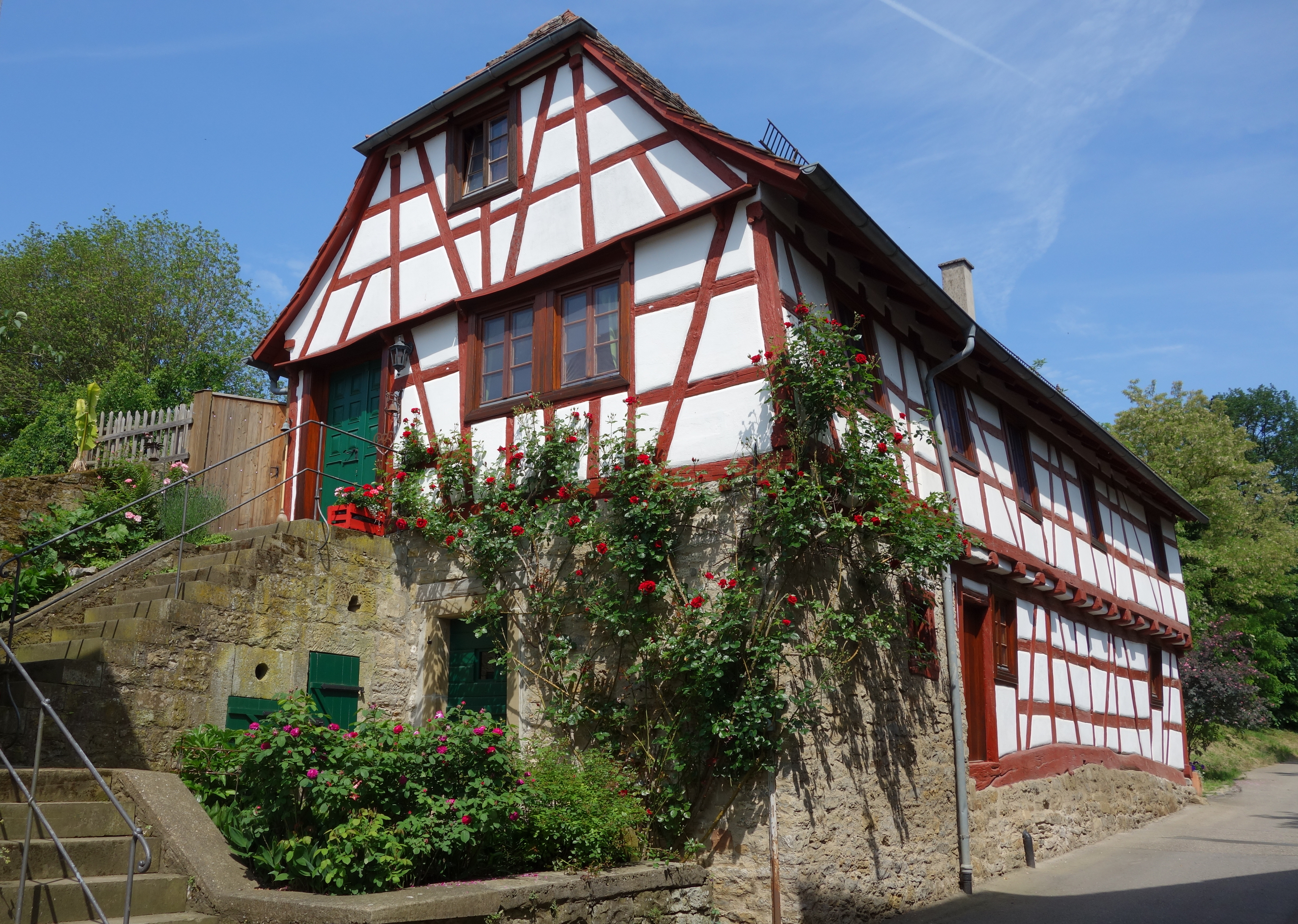
Vakwerkboerderij uit 1667 Am Brechloch

Adersbach · Dühren · Ehrstädt · Eschelbach · Hasselbach · Hilsbach · Hoffenheim · Sinsheim · Reihen · Rohrbach · Steinsfurt · Waldangelloch · Weiler